# Darevskia brauneri
Espèce
Synonymes
- Lacerta saxicola brauneri Mehelÿ, 1909
- Lacerta saxicola darevskii Schtscherbak, 1962
- Darevskia brauneri darevskii (Schtscherbak, 1962)
- Lacerta saxicola szczerbaki Lukina, 1963

Statut de conservation UICN

 LC  : Préoccupation mineure
Darevskia brauneri est une espèce de sauriens de la famille des Lacertidae.

## Répartition
Cette espèce se rencontre en Géorgie et en Russie en Karatchaïévo-Tcherkessie, en Adyguée et dans les kraïs de Krasnodar et de Stavropol.

## Liste des sous-espèces
Selon The Reptile Database (13 mai 2014) :
- Darevskia brauneri brauneri (Mehelÿ, 1909)
- Darevskia brauneri myusserica Doronin, 2011
- Darevskia brauneri szczerbaki (Lukina, 1963)

## Publications originales
- Doronin, 2011 : A description of a new subspecies of Rock Lizard Darevskia brauneri myusserica ssp. nov. from the Western Transcaucasia (Abkhazia), with comments on systematics of Darevskia saxicola complex. Proceedings of the Zoological Institute, vol. 315, no 3, p. 242-262 (texte intégral).
- Lukina, 1963 : Position systématique et biologie du lézard des rochers Lacerta saxicola Eversmann à la frontière Nord-Ouest de son aire de répartition dans le Caucase. Actes de l'Académie des Sciences de la RSS d'Azerbaïdjan, série Sciences biologiques et médicales, vol. 6, p. 53-61.
- Méhely, 1909 : Materialien zu einer Systematik und Phylogenie der muralis-ähnlichen Lacerten. Annales historico-naturales Musei nationalis Hungarici, Budapest, vol. 7, no 2, p. 409-621 (texte intégral).